# 長老角 (加利福尼亞州)
長老角（英語：Elder Corner）是位於美國加利福尼亞州普萊瑟縣的一個非建制地區。該地的面積和人口皆未知。

## 地理
長老角的座標為38°57′24″N 121°06′24″W / 38.95667°N 121.10667°W，而該地的平均海拔高度為415米（即1362英尺）。